# 蹶鼠
蹶鼠（学名：Sicista concolor）为林跳鼠科蹶鼠属的动物。其种加词“concolor”意为“同色的”。在中国大陆，分布于黑龙江、青海、新疆、四川、吉林等地，一般栖息于山地森林、灌丛与草地。该物种的模式产地在青海西宁。

## 保护
- 中国濒危动物红皮书等级：稀有

## 亚种
- 蹶鼠东北亚种（学名：Sicista concolor caudata），Thomas于1907年命名。在中国大陆，分布于黑龙江、吉林等地。该物种的模式产地在库页岛。[2]
- 蹶鼠指名亚种（学名：Sicista concolor concolor），Buthner于1892年命名。在中国大陆，分布于青海、四川等地。该物种的模式产地在青海西宁。[3]
- 蹶鼠天山亚种（学名：Sicista concolor tianschanica），Lalensky于1903年命名。在中国大陆，分布于新疆（天山山脉）等地。该物种的模式产地在新疆天山。[4]